# Karkaar
Karkaar és una regió de l'estat autonom del Puntland, creada per divisió de la regió de Bari. Ocupa la part meridional de l'antiga regió, al sud de les muntanyes Karkaar que li donen nom.
Limita al nord amb Bari, a l'oest amb l'estat autònom de Maakhir, al sud amb la regió del Nugaal, i a l'est amb l'oceà Índic. La capital és la ciutat de Qardho. Està formada pels antics districtes de Bander Beyla i Qardho. La regió fou dividida en quatre districtes: Duud Hooyo, Qodax, Bender Beyla i Qardho.
L'economia de la regió és ramadera, amb pesca a la zona costanera.